# Корфман, Манфред
Манфред Корфман(н) (нем. Manfred Osman Korfmann; 26 апреля 1942, Кёльн — 11 августа 2005, Офтердинген близ Тюбингена) — немецкий археолог, профессор Института доисторических времён и древней истории при Тюбингенском университете. Исследовал эпоху медного и бронзового века в Анатолии, а также древние виды оружия (луки и пращи).
Заслугой Корфмана являются подробные раскопки холма Гиссарлык, в результате чего в конце XX века была создана современная археологическая хронология Трои, которая в значительной мере уточнила прежние выводы Г. Шлимана, В. Дёрпфельда и К. Блегена. Благодаря открытию Нижнего города удалось установить, что Троя конца бронзового века занимала территорию в 15 раз большую, чем полагали его предшественники. В 2004 г. Корфман принял турецкое гражданство и взял имя «Осман». Проводил также раскопки на территории Грузии (в районе Удабно). В 1994 г. ему была присуждена премия Макса Планка.
Коллега Корфмана по Тюбингенскому университету, Франк Колб, оспорил его выводы относительно значимости древней Трои и обвинил Корфмана в искусственном раздувании значения данного поселения. Их полемика получила широкое освещение в прессе. На конференции в феврале 2002 г. коллеги решили заслушать доклады Корфмана и Колба, чтобы определить, кто из них прав, однако мероприятие закончилось потасовкой между оппонентами.
Скончался 11 августа 2005 года в возрасте 63 лет от рака лёгких в своём доме недалеко от Тюбингена. У него остались жена, сын и дочь.